# 2006年冬季残疾人奥林匹克运动会乌克兰代表团
2006年冬季残疾人奥林匹克运动会乌克兰代表团是乌克兰派出的2006年冬季残疾人奥林匹克运动会代表团。获得7枚金牌、9枚银牌和9枚铜牌。